# Stickgras
Stickgras ist seit der Eingliederung 1933 ein Ortsteil der Stadt Delmenhorst in Niedersachsen. Zuvor war der Ort Teil der Gemeinde Hasbergen.

## Geschichte
Erste Spuren der Anwesenheit von Menschen auf dem Gebiet von Stickgras datieren auf das 4. Jahrhundert nach Christus. Aus dieser Periode datiert eine Schmuckspange aus Bronze, die in Stickgras gefunden wurde. Auf dem Gebiet des heutigen Ortsteils befand sich Jahrhundertelang Ödland in Form von ausgedehnten Heide- und Moorflächen. Erst langsam gelang es, diese Flächen urbar zu machen. Zunächst war das Gebiet Teil der Gemeinheit, das heißt in kollektivem Besitz der Bauern von Iprump. Als innerhalb der Bauerschaft kein verfügbarer Platz mehr vorhanden war, begann die Besiedlung von Stickgras, dessen Namen auf die früher hier reichlich vorhandene Sumpfpflanze zurückgeht.
Im Jahre 1715 wird erstmals eine Siedlung „auf dem Stickgrase“ oder „auf der Heide“ erwähnt. Zu diesem Zeitpunkt hatte die Kolonie vier Kötereien, das sind Häuser mit etwas Grundbesitz, deren Ländereien Ausweisungen aus der Gemeinheit waren. Hinzu kamen einige Brinksitzereien, deren Siedlungsstellen auf minderwertigem Boden lagen. Die Brinksitzer zählten nicht als Bauern und hatten keinen Anteil an den besseren Ackerflächen, dem sogenannten Eschland. Die dritte Bebauungsgruppe bildeten wenige Heuerhäuser, also Wohngebäude für Bedienstete.
Viele dieser Siedler übten nebenberuflich in Heimarbeit das Korkschneiden aus. Im Jahre 1832 erwarb der Landwirtssohn Hinrich Tönjes für 450 Reichstaler in Stickgras eine Brinksitzerei, in der er neben der Landwirtschaft eine Verteilungs- und Sammelstelle für die Produkte der Korkschneider einrichtete. Diese wurde zum Ausgangspunkt der späteren Korkfabrik, die zu einem der führenden Betriebe in der Region wurde, die sich zum Zentrum der nordwestdeutschen Korkschneiderei entwickelte.
Der Ort profitierte davon nur wenig. Bis zur Mitte des 19. Jahrhunderts war die Zahl der Bewohner erst auf 500 angestiegen, die auf kleinen Landstellen lebten und ihren Lebensunterhalt als Handwerker oder Arbeiter verdienten. Als 1871 im benachbarten Delmenhorst die Industrialisierung mit der Ansiedelung von Großbetrieben wie etwa der Nordwolle voll einsetzte, begann die Einwohnerzahl in Stickgras stärker zu wachsen. Die immer stärkere Ausrichtung auf die Nachbarstadt führte 1933 dazu, das Stickgras von Hasbergen nach Delmenhorst umgemeindet wurde. Die Stadt hatte die Angliederung seit längerem betrieben, um ihrer chronischen Platznot zu begegnen und um sich für den Bau weiterer Fabriken und der Errichtung von Wohnungen ausdehnen zu können.
Trotz der Industrialisierung behielt die Region bis zum Zweiten Weltkrieg einen eher ländlichen Charakter. Erst danach entstanden neue Straßenzüge mit Ein- und Zweifamilienhäusern, welche die ehemals landwirtschaftlich genutzten Flächen nach und nach ausfüllten. Heute ist der Ort vornehmlich städtisch geprägt.